# Karlsberg (Naturschutzgebiet)
Der Karlsberg ist ein Naturschutzgebiet in der niedersächsischen Gemeinde Sibbesse im Landkreis Hildesheim.
Das Naturschutzgebiet mit dem Kennzeichen NSG HA 052 ist 13,8 Hektar groß. Es ist nahezu vollständig Bestandteil des FFH-Gebietes „Sieben Berge, Vorberge“. Im Nordosten grenzt es an das Naturschutzgebiet „Trockenlebensräume – Sieben Berge, Vorberge“, ansonsten ist es vom Landschaftsschutzgebiet „Sieben Berge und Vorberge“ umgeben. Das Gebiet steht seit dem 18. März 1960 unter Naturschutz. Zuständige untere Naturschutzbehörde ist der Landkreis Hildesheim.
Das Naturschutzgebiet liegt westlich von Westfeld und stellt einen naturnahen Perlgras-Buchenwald am Osthang des Bremberges des Höhenzuges Vorberge unter Schutz. Der Wald enthält rund 100-jährigen Baumbestand. Die Halbtrockenrasenreste im Naturschutzgebiet, die durch Pflegemaßnahmen wieder zu einem guten Zustand entwickelt wurden, wurden 2017 aus dem Geltungsbereich der Naturschutzverordnung herausgenommen und Bestandteil des Naturschutzgebietes „Trockenlebensräume – Sieben Berge, Vorberge“.